# Staré Místo
Staré Místo är en ort i Tjeckien. Den ligger i den centrala delen av landet, 70 km nordost om huvudstaden Prag. Staré Místo ligger 285 meter över havet och antalet invånare är 337.
Terrängen runt Staré Místo är platt.Runt Staré Místo är det ganska glesbefolkat, med 34 invånare per kvadratkilometer. Närmaste större samhälle är Jičín, 3,6 km norr om Staré Místo. Trakten runt Staré Místo består till största delen av jordbruksmark.